# Sybra albescens
Sybra albescens är en skalbaggsart som beskrevs av Stefan von Breuning 1953. Sybra albescens ingår i släktet Sybra och familjen långhorningar. Inga underarter finns listade i Catalogue of Life.